# Atmósfera arriba. Veinte poemas
Atmósfera arriba. Veinte poemas es un poemario de la escritora uruguaya Blanca Luz Brum (Maldonado, Uruguay, 1905- Santiago, Chile, 1985), publicado en 1933 por la editorial argentina TOR. Se trata del cuarto libro publicado por la autora. Antes salieron a la luz los poemarios Las llaves ardientes (Editorial Renacimiento, Montevideo,1925) y Levante. Poemas (Editorial Minerva, Lima, 1926);  así como la obra en prosa Un documento humano (Penitenciaria - Niño perdido),  (Segunda edición corregida, impresora Uruguay S. A., Montevideo, 1933).

## Estructura
El libro tiene 62 páginas y está dividido en dos secciones, la primera no tiene un nombre definido y se conforma nueve poemas; por su parte, la segunda contiene once y se titula  «Minerales de Taxco». Los textos aparecen sin título, pues en lugar de éste sólo tienen un número arábigo que designa su posición en la obra, de tal manera que el texto inaugural está denominado con el número 1 mientras que al último le corresponde el 20. No obstante, el índice señala los primeros versos de cada composición y no la numeración presente en el interior. En términos generales, los poemas no mantienen una estructura regular, ya que un texto puede incluir versos pareados, tercetas e incluso cuartetas, pero no hay un patrón de rima, sino que el poema avanza a su propio ritmo, mediante la propuesta de imágenes poéticas independientes. No obstante, se puede hablar en algunos casos de aliteración, la cual se presenta de manera constante al inicio de una serie de versos. Otra figura retórica presente en algunos textos de Atmósfera arriba es la interrogación o erotema, donde la voz poética lanza una pregunta mientras sabe de antemano que no podrá recibir contestación. Este recurso se encuentra sobre todo en «Minerales de Taxco», en cuyos poemas predomina la etopeya en tanto que descripción del entorno y de los elementos que convergen en él.  

## Temas deAtmósfera arriba. Veinte poemas
En la primera sección de Atmósfera arriba domina el tema amoroso, mientras que en la segunda predomina la experiencia de la voz poética en territorio mexicano, sus percepciones sobre la vida en Taxco, Guerrero (donde la autora permaneció en un exilio necesario al lado del pintor David Alfaro Siqueiros), sus contradicciones e injusticias. El tema amoroso se expresa mediante una voz poética en primera persona que se dirige a alguien más, a un enunciatario innominado; la amada le habla a su amado en un acto de gratitud y de reproche, como ejemplo están los versos del poema « 4 »:
« y juventud que me hiciste triste
y amor que me hiciste amargo
que tu camino y el mío ¡se han separado!
cerrados y oscuros ruedan sobre una noche dilatada!
y torturados y tejidos de pena.
estoy bañada de llanto
y aunque no te amo: te amo»
Aunque el tema amoroso predomina sobre todo en la primera parte del poemario, también es posible encontrarlo en la segunda, aunque de un amor hacia el otro, hacia la humanidad, hecho que tiene sentido tomando en cuenta las filiaciones e inquietudes políticas y sociales de Blanca Luz Brum, quien siempre afirmó estar del lado del pueblo y en continua militancia política en una época de constantes cambios sociales. Asimismo, opone la belleza del paisaje con el contraste del estado anímico y físico de quienes lo habitan, trabajadores cansados, debilitados y casi muertos, de tal manera que el ambiente termina devorando a aquellos que trabajan en él. Lo anterior puede ejemplificarse retomando los siguientes poemas:
«17»
«El hombre salió al campo una fina madrugada
Un hombre de pasos tristes con una fatiga larga
Pájaros de canto increíble precipitaron la mañana
Y habló una tremenda montaña:
Camarada de pasos tristes, que amarga llevas la cara
Escucha el trueno del sol removiéndome la entraña
Por aquí pasan ovejas de boca larga y morada
Buscando en campo tranquilo las aguas desbarrancadas
Por aquí van campesinos con criaturas rosadas
Para arrancarle a la tierra la esperanza de mañana
En la sombra de la noche se ahondó la voz de la piedra
Y por los campos corría el agua de las estrellas»
«18»
«No sé por dónde te has ido
cara triste ojo de indio americano
te he buscado entre la noche llena de grietas y llantos
siempre te traigo en mis brazos por mis caminos amargos
y en esta noche de México he perdido lo que más amo
¿Caído en alguna mina profunda y llena de agua
se habrá subido a la cima de la montaña más alta
o herido y lleno de sangre caído entre las barrancas?
Noche terrible de lágrimas
bordeando los precipicios
y gritando entre las montañas
por el camino de los indios: suave pie y honda mirada
Ay!... al que viene y al que va:
¿No han encontrado a un niñito vivo o muerto entre
las plantas?»
La injusticia social que Blanca Luz Brum observó y padeció mientras estuvo en México queda plasmada en Atmósfera arriba, obra donde queda clara la función del arte a favor de las causas sociales, aunque sin perder de vista la subjetividad de la autora y la necesidad de expresarse a sí misma haciendo uso de la palabra poética. En términos generales, la poesía de Atmósfera arriba oscila entre la poesía intimista y la poesía social que menciona Rocío Oviedo en su texto «Uruguay: la poesía del siglo XX», estilos que si bien están diferenciados, también coexisten y se yuxtaponen entre sí . Blanca Luz Brum combina ambos estilos para elaborar su obra, al tiempo que observa y padece el amor por el ser amado ―que le hace sufrir― o por el pueblo―que sufre las injusticias sociales―.

## Recepción crítica
Respecto a Atmósfera arriba, Ulyses Petit de Murat asegura que la obra posee una potencia creadora que puede ser mejorada y observa que la segunda sección del libro alcanza una dimensión trágica, así como una calidad poética mayor, que la parte inicial de tema amoroso, en la cual si bien reconoce cualidades, también afirma que está lejos de ser una poesía satisfactoria:«“Atmósfera arriba” abunda en estas notas de brusca exasperación, de rebeldías, alternándose con amargas sequedades espirituales. Habla de un alma hecha al sufrimiento y a la lucha con el sufrimiento. Y pese a su irregularidad, indica la potencia creadora, ferviente, humana, que ya dio a conocer Blanca Luz Brum en su admirable “Penitenciaría de Niño-Perdido”» Los poemas «6» y «8» de Atmósfera arriba están incluidos en el segundo tomo de la Antología de la poesía uruguaya contemporánea (1966), elaborada por el escritor y académico uruguayo Domingo Luis Bordoli, y cuya edición estuvo a cargo del Departamento de Publicaciones de la Universidad de la República (Montevideo). De igual manera, algunos de los textos de Atmósfera arriba se incluyen en la antología realizada por el poeta argentino Romualdo Brughetti 18 poetas del Uruguay (1937), quien en la nota biográfica sobre Blanca Luz Brum equipara la fuerza de su poesía con la fuerza vital que caracterizó a la existencia de la autora, de tal manera que poesía y vida parecen fusionarse en la obra de la poeta uruguaya: «Ella, ha sentido el dolor de los hermanos que sufren y la tragedia desoladora de su sexo, y clama con su boca que es la boca de todos, dispuesta a asaltar con sus puños el porvenir. ¡Gesto magnífico! Y esta vibración del corazón de la mujer se transmite en su labor literaria, en su prosa, en sus "cartas", en su poesía. Es evidente, que quien lucha, y quien tiene el grito pronto en la garganta, haga un arma de su pasión, esa pasión que es la llama que va quemando las palabras para revivir en el verso. Hay apresuramiento en las decisiones, no existe tiempo físico para el reposo. Es un andar incitante, "sobre la marcha", en su hincharse la cara en la brasa! Blanca Luz Brum es mujer de nuestro tiempo. Sus poemas respiran el gas de la era que vivimos».
Los comentarios biográficos incluidos en ambas antologías hacen hincapié en un sólido vínculo entre Blanca Luz Brum y su poesía, como si su obra fuera ella misma, su experiencia y sus impresiones sobre el mundo. A pesar de ello, las fuentes sobre la autora parecen enfocarse de modo particular en ella como una actora importante del medio artístico y político de su época, es decir, no profundizan en el estudio literario de su obra. En este sentido, Cecilia Belej explica la necesidad de estudiar sus escritos más allá de meras especulaciones sobre cómo se relacionan la creación poética con la vida, sin embargo aún no existe bibliografía crítica al respecto.  